# Mokrá Hora
Mokrá Hora (niem. Mokrahora) – miejska i katastralna części Brna, o powierzchni 88,41 ha. Leży na terenie gminy katastralnej Řečkovice i Mokrá Hora.